# Oxira excelsa
Oxira excelsa är en fjärilsart som beskrevs av Márton Hreblay och Ronkay 1998. Oxira excelsa ingår i släktet Oxira och familjen nattflyn. Inga underarter finns listade i Catalogue of Life.